# Ferenc József-gleccser
A Ferenc József-gleccser (angolul: Franz Josef Glacier, maori: Kā Roimata o Hine Hukatere) Új-Zéland Westland Nemzeti Parkjának 12 km hosszú, mérsékelt övi gleccsere. A Déli-Alpokból eredő jégár nyelve kevesebb mint 300 méterrel a tengerszint felett helyezkedik el. Olvadékvize a Waiho folyót táplálja. A gleccser közelében épült ki Franz Josef/Waiau település, lényegében a turisták ellátására.

## Nevének eredete
A gleccser maori neve (Kā Roimata o Hinehukatere, jelentése: Hinehukatere könnyei) a helybéliek szóbeli hagyományaiból eredeztethető: Hinehukatere egy régmúltban élő nő volt, aki szenvedélyes hegymászóként meggyőzte szerelmét, Wavét, hogy együtt menjenek a hegyekbe, Wave azonban útjuk során a mélybe zuhant. Hinehukatere párja elvesztése miatti bánatában sírásba kezdett – könnycseppeit az istenek megfagyasztották fájdalmának örök emlékéül; létrehozva ezzel a gleccsert.
Új-Zéland valamely gleccserének első leírása (mely feltehetőleg a Ferenc József-gleccser) 1859-ban íródott; a Mary Louisa hajó naplójába. A gleccsert végül 1865-ben a német Julius von Haast nevezte el, Ferenc József tiszteletére.

## Jellemzői

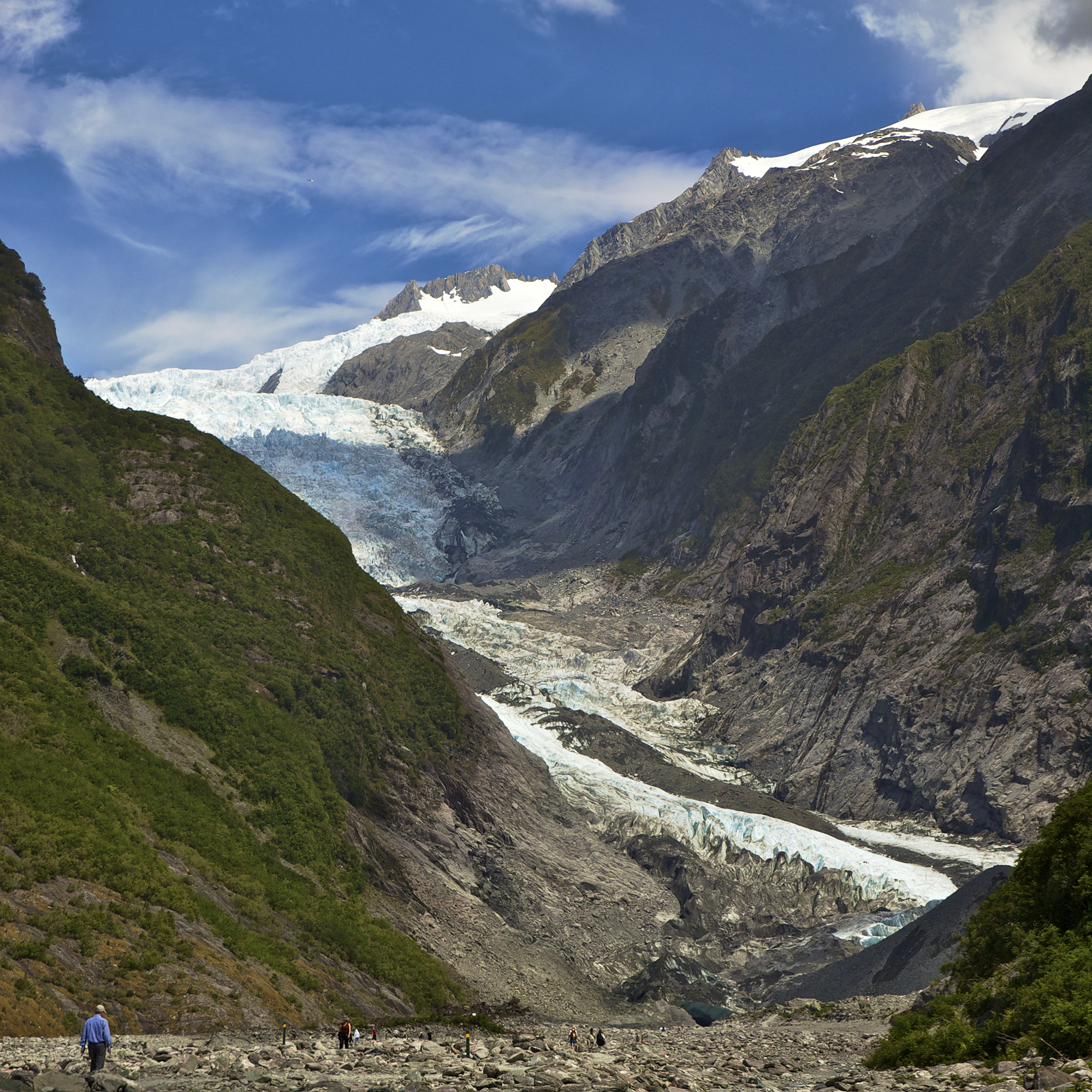
A gleccser a völgyből nézve

A gleccser mintegy 12 km hosszú, magasan fekvő akkumulációs területe 20 km2 kiterjedésű, az innen eredő, meglehetősen gyorsan mozgó jégtömeg végül a melegebb levegő és gyakori esők miatt a tengerszint viszonylagos közelségében elolvad, a Tasman-tengertől 19 kilométer távolságban.
A Ferenc József-gleccser nagyon érzékeny az éghajlat változásaira; Julius von Haast 1864-es látogatásakor a gleccsernyelv még több kilométerrel lejjebb feküdt. Az 1930-as évek közepén gyors visszahúzódásba kezdett a jégár; 1939 és 1949 között tó képződött az olvadékvízből, melyet azonban a kőtörmelék hamar feltöltött. Azóta; kisebb-nagyobb megszakításokkal; a gleccser folytatta visszahúzódását. 1982-ben jegyezték fel legkisebb kiterjedését, azóta mintegy 1 km-rel nyomult előre.
Az utóbbi években több, a jégárban végigfutó csatornákban felgyülemlett olvadékvíz okozta, vízből, jég-, illetve kőtörmelékből álló áradás (jökulhlaup) helyszíne volt a Ferenc József-gleccser. 1989-ben egy ilyen ár sodorta el a gleccserhez vezető út egy hídját.

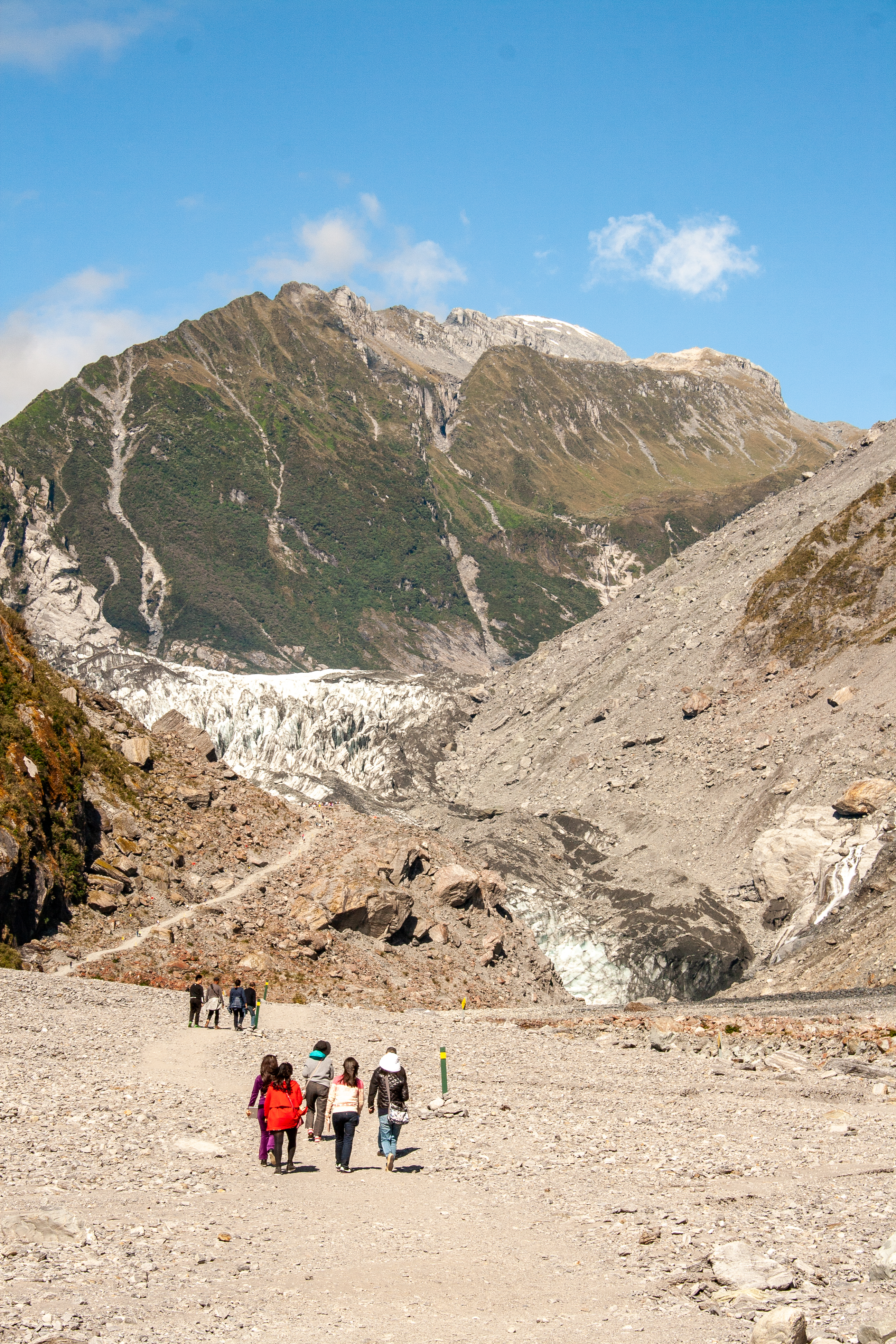
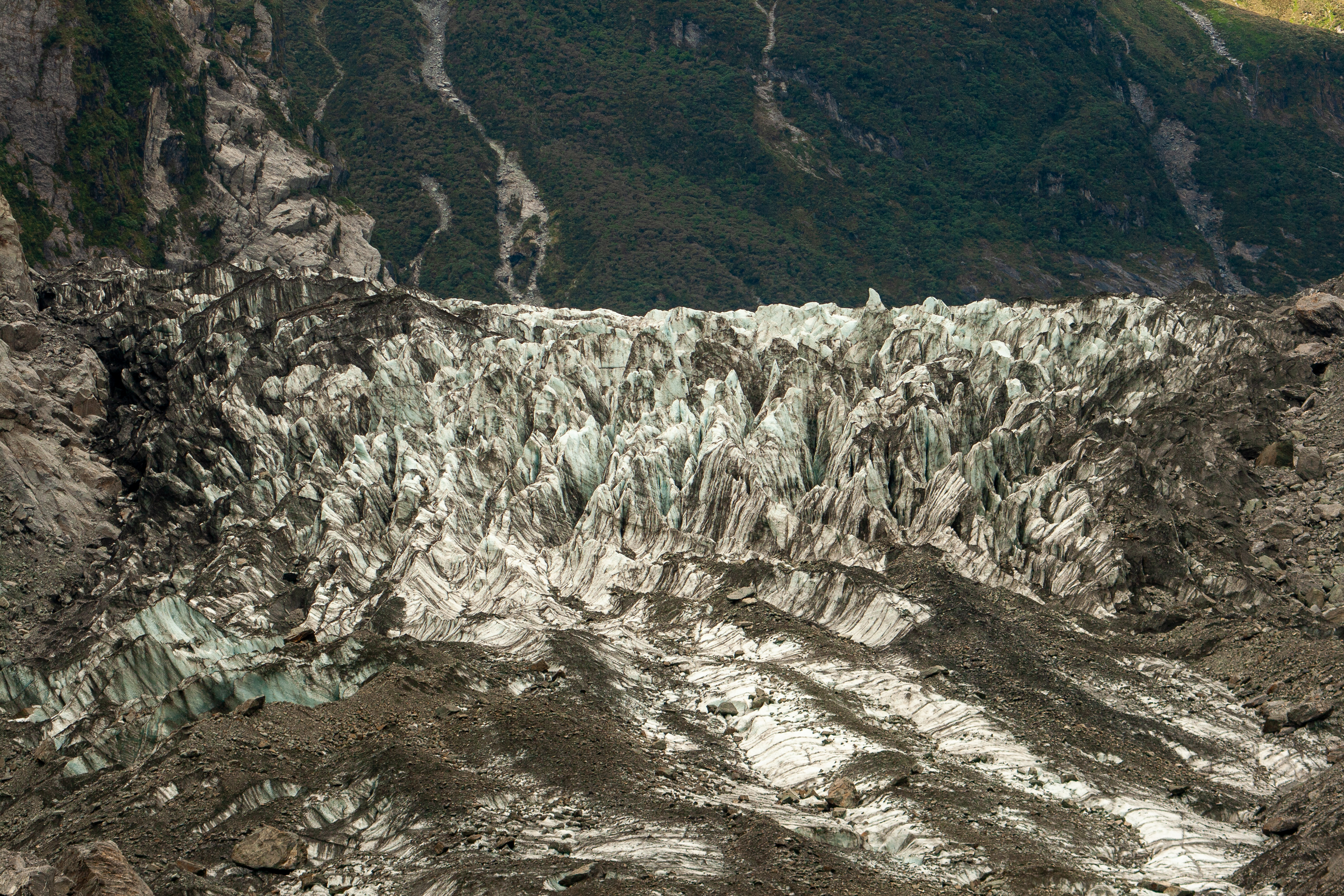
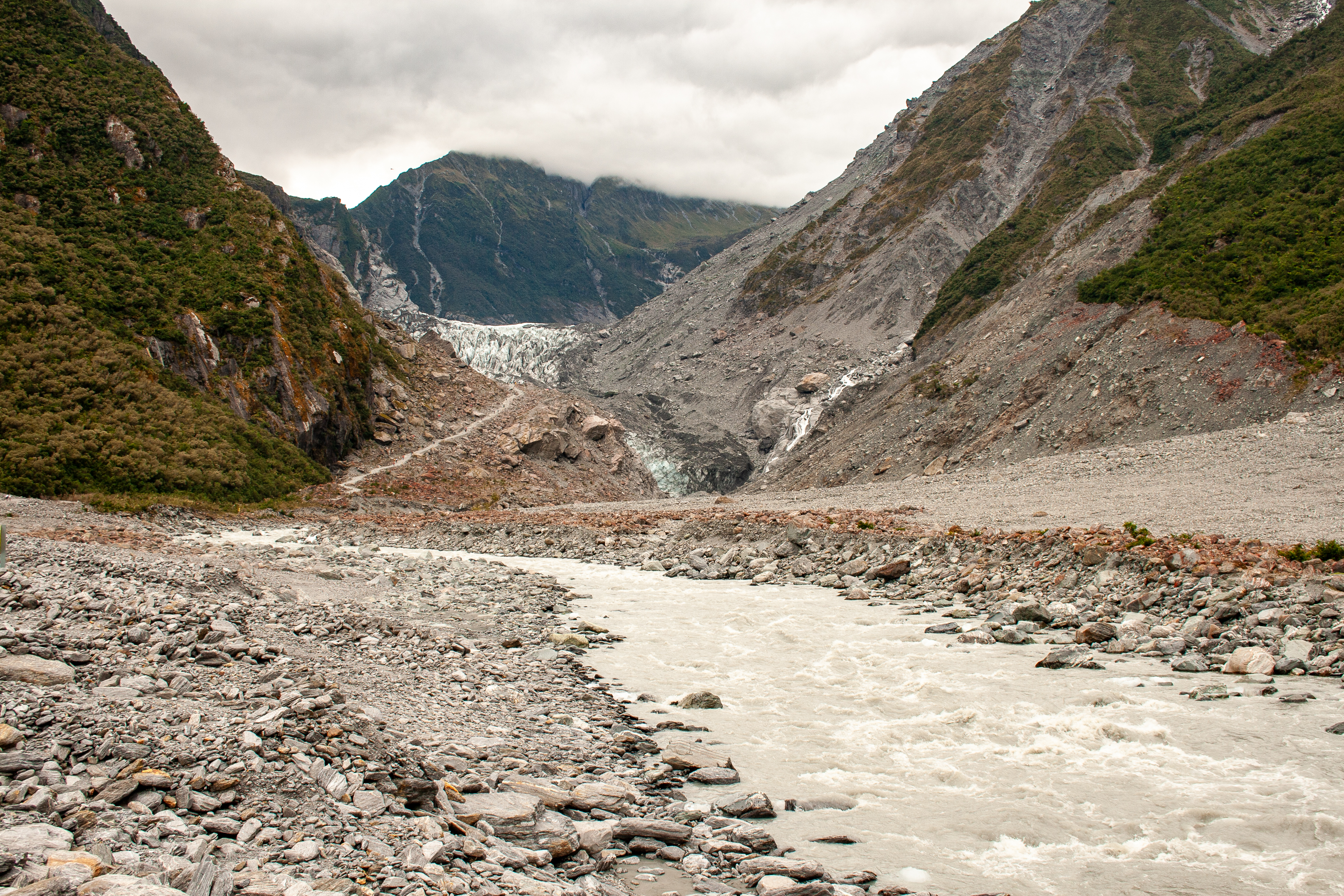
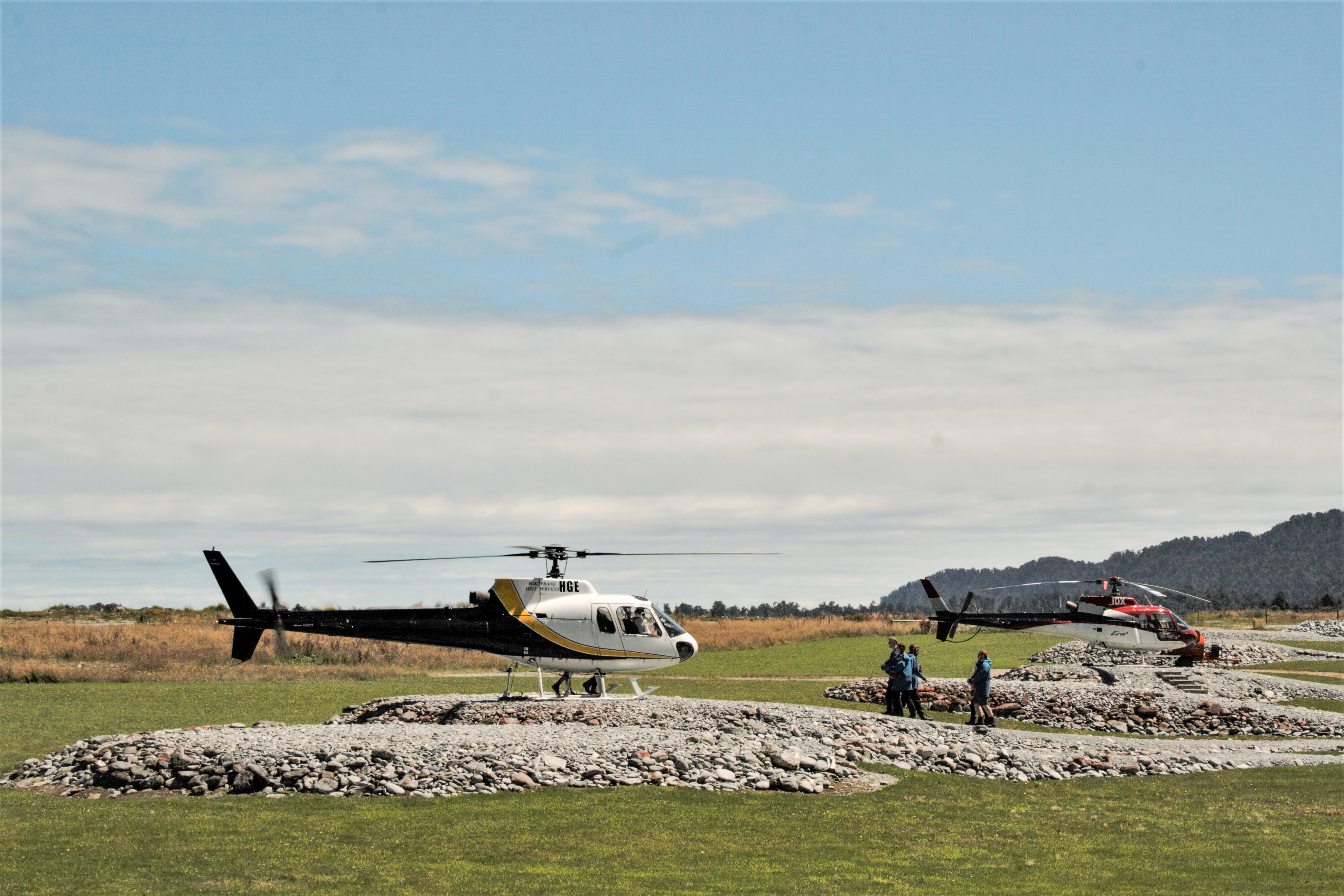
Helikopter-kikötő a turisták számára